# ALL OF ME
『ALL OF ME』（オール・オブ・ミー）は、1995年5月10日にイーストワールド / 東芝EMIから発売された佐藤博の13作目のオリジナル・アルバム。

## 解説
本作は『TOUCH THE HEART』以来の全曲日本語作詞作であり、1994年の東芝EMIのイーストワールド・レーベル移籍後第一作である。シングル「HEART TO YOU / ALL OF ME」も同時発売された。
タイトルは、「ALL OF ME(私のすべて)」にしたのもようやくそういうものができたからであると語っている。本作でいちばん力を入れた部分として詞を挙げている。
佐藤はインタビューで「今まで以上に少しでも自分の発したいメッセージに近くなるように、作詞に関していろんな人を当たったり、あるいは書き直してもらったりすることに最大限に時間を割いた」と語っている。
次に、ボーカルに関しても「今までのアルバムでも、その時点ではそれぞれにベストを尽くしているつもりなんだけど、いつもボーカルに十分時間をかけられずミックスに突入しちゃう状態が多く、ボーカルと詞が不満点であるとしていちばん残っていた部分である」と挙げている。
1曲目「Hi! ハイ?はい。」は、元々はテクノで始まってラップに終わるというスタイルを考えていた。マスタリングの当日に出来上がった作品である。
5曲目「Melody」と8曲目「熱帯夜」はもともと一緒であり、詞ができて「Melody」というタイトルになって、キーを変えたりテンポを変えたりしているうちにゴンザレス三上のギターを活かした「熱帯夜」になった。

## 収録曲
| 全作曲・編曲: 佐藤博。 |                          |              |            |
| #                      | タイトル                 | 作詞         | 作曲・編曲 |
| 1.                     | 「Hi! ハイ?はい。」      |              | 佐藤博     |
| 2.                     | 「Time For Love」        | 横山武       | 佐藤博     |
| 3.                     | 「So Long!」             | 作詞：横山武 | 佐藤博     |
| 4.                     | 「HEART TO YOU」         | 吉田美奈子   | 佐藤博     |
| 5.                     | 「Melody」               | 横山武       | 佐藤博     |
| 6.                     | 「Waiting For the Sun」  | 横山武       | 佐藤博     |
| 7.                     | 「クロール」             | 松本一起     | 佐藤博     |
| 8.                     | 「熱帯夜」               |              | 佐藤博     |
| 9.                     | 「I'M IN LOVE WITH YOU」 | 青木せい子   | 佐藤博     |
| 10.                    | 「LOVE ME」              | 松本一起     | 佐藤博     |
| 11.                    | 「ALL OF ME」            | 横山武       | 佐藤博     |

## レコーディング・メンバー
- 佐藤博  –  ボーカル、キーボード、ピアノ、リズム・プログラミング
- 仲村哲也  –  ハーモニカ
- 続木力  –  ハーモニカ
- 松原正樹  –  ギター
- 鈴木茂  –  ギター
- ゴンザレス三上  –  ギター
- ウィリー長崎  –  パーカッション
- 田中倫明  –  パーカッション
- 浜口茂外也  –  パーカッション
- 吉田美奈子  –  コーラス
- 高尾“Candy”のぞみ  –  コーラス
- 高尾直樹  –  コーラス
- 佐々木久美  –  コーラス
- 野村憲一  –  コーラス
- 小林肇  –  コーラス
- 加茂啓太郎  –  コーラス
- 小泉純二  –  コーラス
- 小野達也  –  コーラス
- 斉藤国崇  –  コーラス
- 藤井美保  –  ボイス・サンプル